# Otinotoides minuticornis
Otinotoides minuticornis är en insektsart som beskrevs av William D. Funkhouser 1935. Otinotoides minuticornis ingår i släktet Otinotoides och familjen hornstritar. Inga underarter finns listade i Catalogue of Life.